# Leon Haslam
Leon Haslam Lloyd (ur. 31 marca 1983 roku w Smalley, Derbyshire) – brytyjski motocyklista. Syn Rona Haslama, byłego zawodnika MMŚ w klasie 500 cm³.

## Kariera

### Początki
Fascynację wyścigami motocyklowymi Haslam wziął od ciągłych podróży z rodziną, kiedy jego ojciec Ron był czynnym zawodnikiem. Pierwszym sukcesem Brytyjczyka było zwycięstwo w National Youth Motocross w latach 1995-1996. W 1997 roku został mistrzem Gilera Scooter National. W sezonie 1998 zajął 7. miejsce w Mistrzostwach Wielkiej Brytanii kategorii 125 cm³. W tym samym roku zadebiutował w MMŚ tej samej klasy, podczas GP Wielkiej Brytanii. Start powtórzył także w 1999 roku. W obu przypadkach Leon (na maszynie Hondy) dojechał jednak pod koniec drugiej dziesiątki, plasując się odpowiednio na siedemnastej i osiemnastej pozycji. Będąc etatowym zawodnikiem w brytyjskich oraz hiszpańskich mistrzostwach, zmagania zakończył odpowiednio na 5. i 4. pozycji w ogólnej punktacji.

### MMŚ
Rok 2000 był dla Haslama pierwszym sezonem w pełnym wymiarze (nie wystartował jedynie w GP Francji). Dosiadając motocykl Italjet Moto, jedyne punkty uzyskał podczas deszczowego GP Katalonii, w którym uplasował się na dziesiątej lokacie. Zdobyte punkty sklasyfikowały go na 27. miejscu.
Jako osiemnastolatek Leon został etatowym zawodnikiem Shell Advance Honda, w królewskiej kategorii 500 cm³. Dzięki temu stał się najmłodszym w historii motocyklistą, który wystartował w najwyższej kategorii wyścigów motocyklowych. Brytyjczyk już w pierwszym wyścigu sięgnął po punkty, zajmując trzynastą lokatę. Był jednak ostatnim kierowcą, który dojechał do mety. Po absencji w GP Włoch, spowodowanej kontuzją odniesioną we Francji, Haslam nie zakwalifikował się do GP Katalonii. W dalszej części sezonu Anglik jeszcze czterokrotnie znalazł się w czołowej piętnastce, najlepszą pozycję uzyskując podczas ostatniego w kalendarzu GP Brazylii, w którym zajął jedenaste miejsce. Ostatecznie w klasyfikacji generalnej znalazł się na 19. pozycji.
W sezonie 2002 zaliczył trzynaście z szesnastu wyścigów klasy 250 cm³. Startując na maszynie Hondy, Leon czterokrotnie zdobył punkty. I tym razem najlepiej zaprezentował się w deszczowych warunkach, podczas GP Portugalii, w którym uplasował się na siódmej lokacie. Dorobek punktowy zapewnił Brytyjczykowi 18. miejsce w końcowej klasyfikacji.

### BSB
W 2003 roku Leon zadebiutował w Brytyjskich Mistrzostwach Supersportów. Po kilku dobrych występach, awansował do krajowych Superbike'ów, gdzie zastąpił Seana Emmetta.
Dwa lata później Haslam powrócił do brytyjskich Superbike'ów. Dosiadając motocykl Ducati, wystartował w pełnym sezonie. Brytyjczyk jedenastokrotnie stanął na podium, z czego trzykrotnie na najwyższym stopniu. Trzykrotnie startował również z pole position. Ostatecznie w klasyfikacji końcowej uplasował się na 4. miejscu.
W sezonie 2006 Brytyjczyk dzięki niezwykle równej i konsekwentnej jeździe (w ciągu dwudziestu czterech wyścigów zaledwie czterokrotnie nie znalazł się w pierwszej trójce), był bliski sięgnięcia po tytuł mistrzowski. Ostatecznie Leon został wicemistrzem, ze stratą zaledwie ośmiu punktów do Japończyka Ryuichi Kiyonari. Ponownie odnotował trzy zwycięstwa oraz pięciokrotnie startował z pierwszego pola.
W trzecim roku startów Haslam zmagania zakończył na 3. pozycji. W trakcie sezonu po raz drugi w karierze jedenaście razy znalazł się na podium, tym razem osiągając cztery wygrane.
Sezon 2008 był dla Leona ostatnim w krajowych mistrzostwach. Na motocyklu Honda, dzięki świetnej końcówce (pięć zwycięstw w dziesięciu startach), Anglik po raz drugi sięgnął po tytuł wicemistrzowski, ustępując jedynie doświadczonemu rodakowi Shane'owi Byrne'owi. Ponownie znalazł się jedenaście razy na podium.

### WSBK
W roku 2003 Brytyjczyk zadebiutował w MŚ Superbike'ów. W zespole Ducati Renegade wystartował w sześciu wyścigach. Leon czterokrotnie dojechał do mety w czołowej dziesiątce, najlepszą pozycję uzyskując w drugim starcie w Holandii oraz Francji, gdzie zajął szóstą lokatę. Zdobyte punkty sklasyfikowały go na 21. miejscu.
Sezon 2004 był pierwszym, w którym Haslam wystartował jako etatowy zawodnik tej ekipy. Będąc partnerem Noriyuki Hagi, pozostał w cieniu Japończyka, który należał do grona czołowych zawodników. Anglik siedmiokrotnie znalazł się w czołowej piątce, jedyne podium osiągając w drugim wyścigu w Niemczech, w którym uplasował się na trzeciej pozycji. Ostatecznie w klasyfikacji generalnej znalazł się na 8. pozycji, w porównaniu z trzecią Hagi.
W 2008 roku Haslam wystartował z tzw. „dziką kartą” w dwóch rundach, rozegranych na torze Donington Park oraz Portimao. Leon (na Hondzie) trzykrotnie dojechał w czołowej ósemce, a podczas ostatniego wyścigu sezonu po raz drugi w karierze znalazł się na najniższym stopniu podium. Uzyskane punkty pozwoliły mu zająć 22. lokatę w końcowej klasyfikacji.

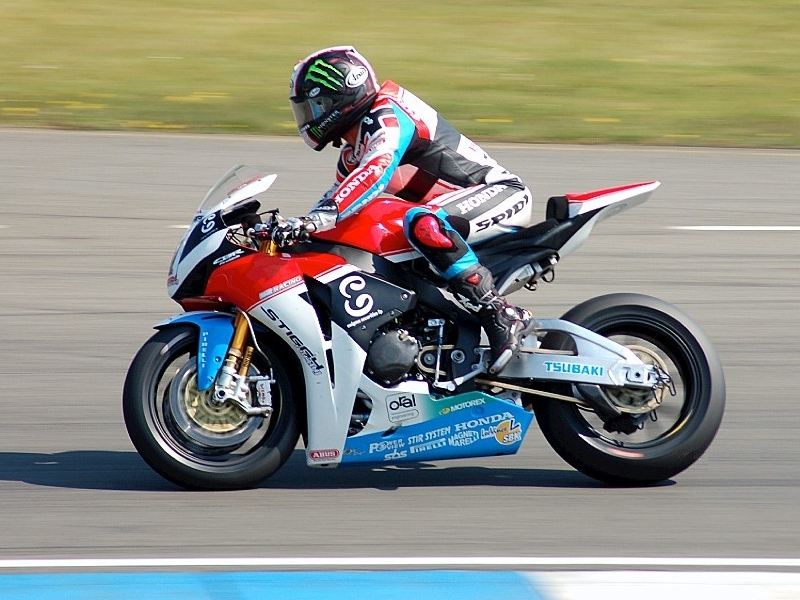
Leon Haslam podczas rundy WSBK na holenderskim torze w Assen w 2009 roku.

W sezonie 2009 powrócił do serii jako etatowy kierowca. Reprezentując ekipę Stiggy Motorsport AB Honda, czterokrotnie stanął na podium, a podczas pierwszego wyścigu w holenderskim Assen uzyskał najszybszy czas okrążenia. Zmagania pewnie zakończył na 6. miejscu.
W roku 2010 Leon przeniósł się do fabrycznej ekipy Alstare Suzuki. Haslam sięgnął po pole position w pierwszej eliminacji (na australijskim torze Phillip Island), a dzień później zwyciężył w pierwszym wyścigu. Dzięki temu sukcesowi Brytyjczyk został pierwszym liderem klasyfikacji generalnej. W kolejnych dwunastu wyścigach Brytyjczyk dziewięciokrotnie znalazł się w pierwszej trójce, z czego dwukrotnie na najwyższym stopniu (w Walencji oraz RPA). Pozycję lidera utrzymywał niemal do połowy sezonu, po czym stracił ją na rzecz bezkonkurencyjnego w środkowej fazie zmagań Włocha Maxa Biaggi. W drugiej połowie rywalizacji o mistrzostwo Leon zaledwie czterokrotnie stanął na podium. Ostatecznie Anglik został wicemistrzem świata, z dorobkiem ponad trzystu siedemdziesięciu punktów.
Pomimo świetnej współpracy z japońskim zespołem, Brytyjczyk podpisał kontrakt z niemiecką stajnią BMW Motorrad. Sezon rozpoczął świetnie, od trzeciego miejsca na Wyspie Filipa. W dalszej fazie jednak Leon nie był w stanie regularnie walczyć o czołowe lokaty, będąc jeszcze dwukrotnie na najniższym stopniu podium. W pierwszej piątce znalazł się łącznie dwanaście razy. Ostatecznie w klasyfikacji generalnej zajął 5. pozycję.